# Madagascarchaea ambre
Espèce
Synonymes
- Eriauchenius ambre Wood, 2008

Madagascarchaea ambre est une espèce d'araignées aranéomorphes de la famille des Archaeidae.

## Distribution
Cette espèce est endémique de la région Diana à Madagascar,. Elle se rencontre dans la montagne d'Ambre.

## Description
Le mâle holotype mesure 1,77 mm et la femelle paratype 1,97 mm.

## Étymologie
Son nom d'espèce lui a été donné en référence au lieu de sa découverte, la montagne d'Ambre.

## Publication originale
- Wood, 2008 : A revision of the assassin spiders of the Eriauchenius gracilicollis group, a clade of spiders endemic to Madagascar (Araneae: Archaeidae). Zoological Journal of the Linnean Society, vol. 152, p. 255-296.